# Sociedad de Geografía de Berlín

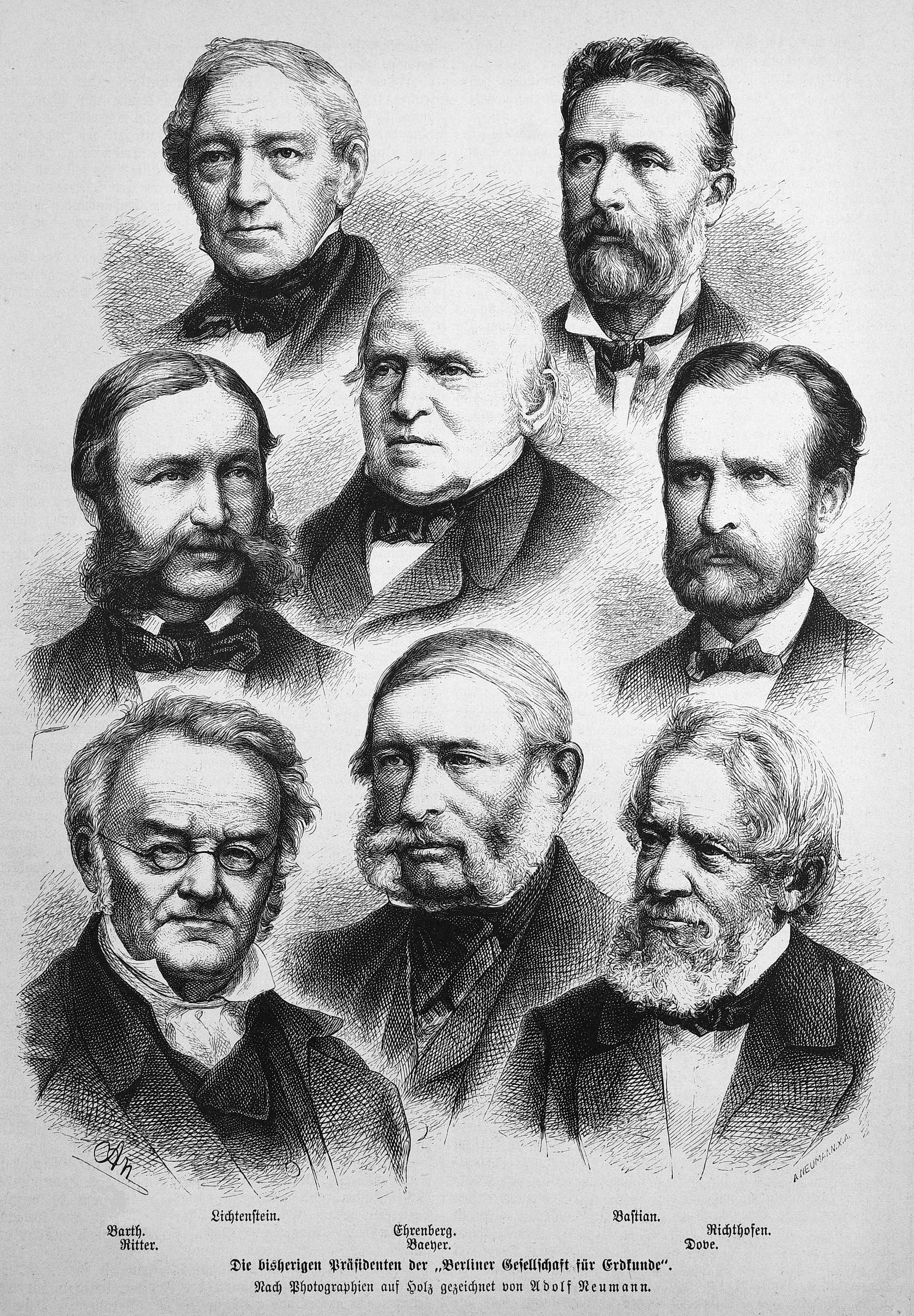
Die bisherigen Präsidenten der Berliner Gesellschaft für Erdkunde ("Los presidentes anteriores de la Sociedad Geográfica de Berlín"). En Die Gartenlaube, 1878)

La Sociedad de Geografía de Berlín (en alemán: Gesellschaft für Geography zu Berlin) es una asociación científica alemana cuyo objetivo es promover la investigación geográfica y geocientífica poniendo sus resultados técnicos a disposición de un público más amplio e interesado. Para ello, la sociedad ofrece conferencias, talleres, reuniones de grupos de trabajo y excursiones, y publica desde 1853 la revista Die Erde ("La Tierra").
Fundada en 1828, es la segunda sociedad geográfica más antigua del mundo después de la Sociedad de Geografía de París.

## Historia
El 20 de abril de 1828 se reunió en Berlín un pequeño grupo de cofundadores de la sociedad; en la reunión preparatoria en la casa de Christian Friedrich Gottlieb Wohlers  (1771-1829), estuvieron presentes Johann Jacob Baeyer, Karl von Rau, Karl Friedrich von Klöden, Franz August von Etzel, Johann August Zeune y Heinrich Berghaus. El objeto de la Sociedad fundada se formuló como «la promoción de la geografía en el más amplio sentido de la palabra a través de la comunicación oral o escrita». A la reunión constitutiva de la Sociedad celebrada el 7 de junio de 1828 asistieron 27 personas.
Carl Ritter fue elegido el primer presidente. Los presidentes posteriores fueron los investigadores de África Heinrich Barth (hasta 1865) y Gustav Nachtigal. Bajo la presidencia de Barth, la Sociedad se dedicó en particular a promover a los jóvenes exploradores, no solo los que investigaban en África. Entre ellos estaba, por ejemplo, el explorador del Sahara Gerhard Rohlfs. La sede de la Sociedad había sido el palacio Fürstenberg en la Wilhelmstrasse de Berlín, desde 1899; de 1967 a 2014, la Sociedad tuvo su sede en Alexander-von-Humboldt-Haus, en Berlín-Steglitz; desde 2014, la Sociedad está en el campus GEO de la Universidad Libre de Berlín en Berlin-Lankwitz.
Trabajaron en la Sociedad Geográfica en la primera mitad del siglo XX personalidades importantes como Friedrich Schmidt-Ott como presidente, anteriormente ministro de Cultura de Prusia e importante formador del panorama científico en Alemania, así como Albrecht Haushofer, geógrafo, experto geopolítico y escritor de teatro y poesía, quien fue secretario general de la Sociedad de 1928 a 1940.

## Objetivos
La Sociedad está financiada por las cuotas de los miembros y por la Fundación de la Sociedad de Geografía de Berlín (Fundación Gesellschaft für Erdkunde zu Berlin, GfE-Stiftung).
La Sociedad ofrece regularmente conferencias y debates en las salas de su Alexander-von-Humboldt-Haus en Berlín-Steglitz y organiza conferencias, reuniones de grupos de trabajo y excursiones, también en cooperación con otras instituciones. Es editora de la revista Die Erde, la más antigua de las revistas de geografía que se publican actualmente en Alemania; se publica en inglés y sirve para difundir los resultados de la investigación geográfica alemana en todo el mundo.
El actual «Vorsitzer», como se llama tradicionalmente al presidente, es Hartmut Asche, profesor de Cartografía y Geoinformática en la Universidad de Potsdam.
premios

## Distinciones
La Sociedad entregó varios premios hasta la década de 1980: la Medalla Alexander von Humboldt (Alexander-von-Humboldt-Medaille), de oro; la Medalla Carl Ritter (Carl-Ritter-Medaille), de oro o plata (ambas instituidas en 1878), la Medalla Gustav Nachtigal (Gustav-Nachtigal-Medaille), de oro o plata (instituida en 1896 o 1898) y la Medalla Ferdinand von Richthofen (Ferdinand-von-Richthofen-Medaille), de oro  (instituida en 1933). Esta última ahora es otorgado por el Grupo de Trabajo alemán de Geomorfología (Deutschen Arbeitskreis für Geomorphologie).